# Alexij (Kutěpov)
Alexij (světským jménem: Andrej Nikolajevič Kutěpov; * 10. května 1953 Moskva) je ruský duchovní Ruské pravoslavné církve a metropolita tulský a jefremovský.

## Život
Narodil se 10. května 1953 v Moskvě.
Roku 1970 dokončil střední školu a nastoupil na chemickou fakultu Moskevského pedagogického státního institutu V. I. Lenina. Roku 1972 odešel z institutu na Moskevský duchovní seminář, který dokončil roku 1975.
Dne 15. února 1975 byl biskupem podolským Serapionem (Fadějevem) rukopoložen na diákona a 22. června na jereje. Po vysvěcení byl ustanoven představeným chrámu Ikony Matky Boží Znamení v Irkutsku, sekretářem biskupa irkutského a čitinského Serapiona (Fadějeva) a blagočinným I. a II. irkutského blahočiní.
Dne 7. září 1975 byl v Trojicko-sergijevské lávře postřižen na monacha a následující den byl povýšen na igumena. Dne 20. listopadu byl povýšen na archimandritu.
Roku 1979 dokončil Moskevskou duchovní akademii.
V květnu 1980 se stal sekretářem arcibiskupa vladimirského a suzdalského, představeným chrámu Zesnutí přesvaté Bohorodice a blagočinným Vladimirského a Muromského blahočiní.
Dne 27. března 1984 byl ustanoven představeným Trojicko-sergijevské lávry.
Od 20. října 1988 do 20. července 1990 byl vedoucím Ekonomického oddělení Moskevského patriarchátu.
Dne 30. listopadu 1988 byl Svatým synodem zvolen biskupem zarajským a vikarijním biskupem moskevské eparchie s osvobozením od vedení Trojicko-sergijevské lávry. Dne 1. prosince 1988 proběhla jeho biskupská chirotonie. Světitelem byl patriarcha moskevský Pimen. Dne 30. prosince byl povýšen na arcibiskupa.
Dne 20. července 1990 byl ustanoven arcibiskupem alma-atinský a kazachstánský.
Od 17. července do 7. října 2002 byl dočasným správcem eparchie Sin-ťiang v Číně.
Dne 7. října 2002 byl převeden na tulskou biskupskou katedru.
Dne 20. dubna 2009 byl v chrámu Zesnutí přesvaté Bohorodice v Moskvě povýšen na metropolitu.
Dne 27. července 2011 jej Svatý synod potrvdil ve funkci představeného Ščeglovského a Vveděnského monastýru.
Dne 28. prosince 2011 byl Svatým synodem jmenován hlavou tulské metropole.
Od 29. prosince 2021 do 24. března 2022 působil jako rektor Tulského duchovního semináře.